# Lampertswalde
Lampertswalde – miejscowość i gmina w Niemczech, w kraju związkowym Saksonia, w okręgu administracyjnym Drezno, w powiecie Miśnia, wchodzi w skład wspólnoty administracyjnej Schönfeld.
1 stycznia 2012 do gminy przyłączono gminę Weißig am Raschütz, która stała się jej dzielnicą.